# Cazenave-Serres-et-Allens
Cazenave-Serres-et-Allens település Franciaországban, Ariège megyében. Lakosainak száma 61 fő (2022. január 1.). Cazenave-Serres-et-Allens Arnave, Freychenet, Mercus-Garrabet, Montferrier, Ornolac-Ussat-les-Bains, Saint-Paul-de-Jarrat, Verdun és Caychax-et-Senconac községekkel határos.

## Népesség
A település népességének változása:
| Lakosok száma | 38   | 30   | 49   | 43   | 45   | 47   | 51   | 60   | 61   | 61   |
|               | 1968 | 1990 | 1999 | 2011 | 2013 | 2016 | 2017 | 2019 | 2020 | 2022 |